# Масерија д'Ардес (Фођа)
Масерија д'Ардес (итал. Masseria d'Ardes) је насеље у Италији у округу Фођа, региону Апулија.
Према процени из 2011. у насељу је живело 31 становника. Насеље се налази на надморској висини од 338 м.